# Superliga (calcio a 5, Brasile)
La Superliga è stata una manifestazione brasiliana di calcio a 5 che si è disputata dal 2005 al 2015.
La manifestazione raccoglieva il meglio del calcio a 5 verdeoro, con le due finaliste della Liga Futsal e le finaliste delle leghe regionali (Norderset, Centro-Oeste, Norte, Sudeste e Sul).
La Coppa, nel corso delle sue dieci edizioni ha visto trionfare per quattro volte il Malwee/Jaraguá.
L'ultima edizione ha visto la vittoria dell'ADC Intelli.

## Edizioni
| Anno | Ospite                                    |                                     | Finale    | Finale                              | Finale |
| Anno | Ospite                                    | Campione                            | Punteggio | Secondo posto                       |        |
| ---- | ----------------------------------------- | ----------------------------------- | --------- | ----------------------------------- | ------ |
| 2005 | Ginásio Poliesportivo Divino Braga, Betim | Malwee/Jaraguá                      | 4-2       | Santa Fé/Funec/Tatuibi              |        |
| 2006 | Ginásio Paulo Sarasate, Fortaleza         | Malwee/Jaraguá                      | 2-0       | ABC/Art&C Futsal                    |        |
| 2008 | Uberlandia                                | Ulbra                               | 2-1       | Krona Futsal                        |        |
| 2009 | Concordia                                 | Malwee/Jaraguá                      | 5-2       | Cresspom                            |        |
| 2010 | Betim                                     | Malwee/Jaraguá                      | 1-0       | V&M/Minas                           |        |
| 2011 | Betim                                     | Associação Carlos Barbosa de Futsal | 5-4       | Copagril Futsal                     |        |
| 2012 | Joinville                                 | Krona Futsal                        | 2-1       | Associação Carlos Barbosa de Futsal |        |
| 2013 | Concordia                                 | ADC Intelli                         | 3-3 (dts) | Concordia                           |        |
| 2013 | Aracajú                                   | Atlantico                           | 7-7 (dts) | Moita Bonita                        |        |
| 2015 | Concordia                                 | ADC Intelli                         | 6-2       | Jaraguá                             |        |